# Молеј
Молеј (норв. Måløy) је насељено место у Норвешкој у округу Согн ог Фјордане. Има статус града од 2004.